# NGC 7407
NGC 7407 is een spiraalvormig sterrenstelsel in het sterrenbeeld Pegasus. Het hemelobject werd op 13 september 1873 ontdekt door de Franse astronoom Édouard Jean-Marie Stephan.

## Synoniemen
- UGC 12230
- MCG 5-54-2
- ZWG 496.5
- ZWG 495.42
- IRAS 22510+3151
- PGC 69922